# Tawa, Qinghai
Tawa är en sockenhuvudort i Kina. Den ligger i provinsen Qinghai, i den nordvästra delen av landet, omkring 130 kilometer söder om provinshuvudstaden Xining. Antalet invånare är 4 355. Befolkningen består av 2 190 kvinnor och 2 165 män. Barn under 15 år utgör 25,0 %, vuxna 15-64 år 67 %, och äldre över 65 år 6,0 %.
Runt Tawa är det glesbefolkat, med 12 invånare per kvadratkilometer. Tawa är det största samhället i trakten. Trakten runt Tawa består i huvudsak av gräsmarker.
Genomsnittlig årsnederbörd är 675 millimeter. Den regnigaste månaden är juli, med i genomsnitt 158 mm nederbörd, och den torraste är december, med 2 mm nederbörd.